# La Zowi
Zoe Jeanneau Canto (París, 10 d'abril de 1993), més coneguda com a La Zowi, és una performer, MC i artista musical, anomenada per diversos mitjans com a “la matriarca" o la "icona" del trap espanyol.

## Biografia
La Zowi va néixer a París, però es va criar principalment a Granada, encara que també ha residit en ciutats com Marsella, Jaén, Londres, Barcelona o Madrid, on resideix actualment. Filla de pares artistes (la seva mare és poeta feminista i el seu pare guitarrista de flamenc conegut com el Yerbita), va créixer escoltant flamenc del que diu “ha estat el meu entorn i la meva forma de vida. També la música llatina i l'africana s'han convertit en la base de les meves referències”.
Encara que tothom la coneix principalment per la seva faceta com a MC, també ha fet treballs puntuals com a model i en 2018 va ser la protagonista d'un calendari inspirat en els calendaris de taller de mecànics, dissenyat per l'equip de Barriobajero.

### Trajectòria musical
La identitat artística de La Zowi comença arran de la seva col·laboració amb Pxxr Gvng, un col·lectiu que ha pres part activa en l'eclosió del trap a Espanya, encara que més endavant s'allunyarà de les construccions habituals d'aquest gènere musical. Amb aquest col·lectiu publica el seu primer tema Raxeta, a través de YouTube.

La paraula “ratxeta” és una adaptació al castellà de la paraula anglesa “ratchet”, que serveix per referir-se a noies d'origen humil que vesteixen de manera cridanera. "Per a mi, una ratchet és algú com jo, una noia de barri, humil, que porta roba barata i imitacions de marques de luxe, i de manera provocativa". La paraula ratchet també s'utilitza per designar les dones-gàngster. 
"Una 'ratchet' es algú com jo, que combina roba del Bershka amb imitacions de marques cares i que, com se sent exclosa del sistema, es preocupa més per tenir les ungles ben fetes que per votar a les eleccions". 
El seu projecte artístic està alineat amb la performance i l'art conceptual, i no se sent identificada amb l'etiqueta de cantant, com ha declarat en diverses ocasions. També ha expressat que no li agrada la seva veu. De les seves peces audiovisuals destaca Llámame (La Vendición) una història amb reminiscències del cine quinqui
El 22 de novembre va treure la seva primera mixtape, titulada Ama de casa, editada pel segell La Vendición. La mixtape compta amb col·laboracions vocals d'Albany, Flynt Hustle i GOA, així com els productors DP Beats, Steve Lean, Barla, Oddlaw o Tweak. El projecte fou anticipat pel videoclip Putas "farcit d'strippers i neons" amb el qual, segons la crítica, l'artista de nou "reivindica i mira de desestigmatitzar el mot "puta" com a recurs lingüístic".
En les seves lletres es repeteixen conceptes com els diners, les putes, les drogues i els seus goonies. El seu punchline més famós és "La Zowi Puta".
Ha col·laborat amb artistes com Bea Pelea o La Goony Chonga, i treballat de forma recurrent amb la productora i dissenyadora de so Zora Jones. També és l'encarregada, amb Alizzz, de la introducció de la segona temporada del programa musical El Bloque, que s'emet a través de YouTube.

### Cultura popular
En 2017, El Último Vecino va fer una versió de la seva cançó Mi chulo. Sobre el tema, l'artista va dir que “aquesta és la cançó més trista que se'm va plantar davant en un dels pitjors moments de la meva vida, sense parella i sense amic (…) Vaig haver de reinterpretar-la”.
Al 2018, la revista S de Moda publica un article anomenat: ¿Quién mató a la ‘choni’ española? on s'apunta que "l'estètica i l'oda a la dona de barri inunda les tendències de moda i cultura mentre l'adjectiu pejoratiu cau en desús per les noves generacions". En el mateix article que apunta La Zowi, Cariatydes i Rosalia paradigma total d'aquest fenomen, Alicia Álvarez doctora en comunicació posa en relació els projectes estètics d'aquestes artistes: "Si t'hi fixes, l'estètica de Rosalia és innegable que té un aire ratchet (o ratxeta), com el títol del primer tema de la Zowi". Al 2019 la mateixa publicació realitza un nou número sota la temàtica "expressió lliure" on situa Nathy Peluso i La Zowi com a "dues de les dones que manen avui en la música urbana".

### Debats sobre la seva proposta estètica
El gener de 2019, el còmic David Broncano va entrevistar a La Zowi en el programa de televisió espanyol "La Resitencia" en el qual es va descriure com "un intercanvi tens fruit del desencontre generacional, però també ideològic, entre el vell i el vell nou ordre". L'entrevista va desencadenar una gran polèmica a les xarxes socials, especialment a través de Twitter.
Després d'aquesta entrevista, la periodista Yolanda Domínguez va escriure un article al Huffington Post en el qual qüestiona si l'artista és o no una icona feminista, tot afirmant que "ser puta no té res de glamurós". Amb anterioritat a aquesta entrevista, la periodista Anna Pacheco, cita casos com el de la Zowi, per descriure el fenomen conegut com a slut-shaming, un anglicisme que es refereix al fet de criticar a les persones, especialment a les dones i les nenes, quan s'esperen les expectatives de comportament i l'aparença amb relació a aquells temes relacionats amb la sexualitat.

En relació al debat sobre el seu projecte estètic, la periodista Rita Rakosnik, en la seva crítica a l'article de Domínguez publicada al diari digital Núvol, considera que el que es va descriure no té res va veure amb l'entrevista, i afirma que:
"La Zowi no és educadora social ni pedagoga feminista, és artista. Si els adolescents d'avui no saben distingir entre realitat i ficció –amb tots els matisos existents dins d'aquest binomi–, potser el que fa falta és una base educativa sòlida que els doni les eines bàsiques per construir-se una visió crítica del món, i no sobreprotegir-los amb condescendència. Tot i així, la Zowi tampoc es desresponsabilitza totalment de la seva influència, de la qual és plenament conscient, però la seva música no és ni vol ser un pamflet. El seu objectiu, per fortuna, no és ser un referent feminista, ni tampoc visibilitzar realitats marginals, perifèriques o violentes (encara que ho faci perquè formen part del seu entorn), sinó presentar un projecte estètic i musical –i afegiria que performàtic– que pot agradar més o menys"

## Discografia

### Mixtapes
- Ama de casa (2018)
- Élite (2020)
- La reina del sur (2023)
- PUSSY TASTE (2024)

### Senzills
- Ratxeta (2013)
- Oye papi (2016)
- Mi chulo (2016)
- Obra de arte (2016)
- Random hoe (2016)
- La chismoteka (2017)
- Money hoe (2017)
- High (2017)
- Tu y yo (2017)
- Bitch te quemas (2017)
- Llámame (2018)
- Bitch mode (2018)
- Pussy Poppin (2019)
- Trafikantes (2019)
- Sugar Mami (2020)
- Indecente (2020)
- Nada (2020)
- Sin Modales (2021)
- Matrix (2021)
- Terapia de Choque (2022)